# Muhammad Ibn Abi'l-Saj
Pour les articles homonymes, voir Afchin.
Muhammad Ibn Abi'l-Saj, Muhammad al-Afchin ou plus simplement Afchin (mort en 901) est le premier émir sajide d'Azerbaïdjan, de 889/890 à sa mort. il est le fils d'Abi'l-Saj Devdad. 

## Débuts
Comme leur père, Afchin et son frère Yousouf ont une longue carrière au service des Califes. En 879, Afchin est désigné par le Saffaride Amr Ier comme son représentant à La Mecque. Lorsque l'émir d'Égypte Ahmad Ibn Touloun meurt, Afchin joue un rôle déterminant dans le complot visant à reprendre cette province à son fils Khumarawaih, mais malgré le soutien abbasside, le plan échoue en raison de querelles internes et de la victoire des Toulounides. 
En 889 ou 890, le frère du Calife Al-Mutamid, Al-Muwaffak, le nomme gouverneur d'Azerbaïdjan. Son premier défi est incarné par 'Abd-Allah b. al-Hasan b. al-Hamdani, un rebelle qui s'est emparé de Maragha. Afchin parvient à le convaincre de se rendre en 893 en lui garantissant sa sécurité, mais le fait exécuter immédiatement après sa reddition. Maragha devient alors sa capitale, même s'il réside souvent à Barda.

## Conflit en Arménie
En 890, le Bagratide Smbat Ier devient roi d'Arménie et reçoit d'Afchin, qui affirme ainsi son autorité, une couronne et des présents de la part du Calife. Mais en 892, lorsque Smbat envoie des diplomates à Constantinople, Afchin menace de l'attaquer ; Smbat parvient néanmoins à l'en dissuader. Par contre, trois ans plus tard, lorsque le roi arménien envahit la Géorgie et l'Albanie du Caucase, Afchin riposte en s'emparant du Nakhitchevan et de Dvin. Repoussé, il accepte la paix.
Afchin n'en reste cependant pas là et lance une nouvelle offensive contre Smbat, prend Kars et Dvin, et s'empare de l'épouse de Smbat ainsi que d'une partie de son trésor ; en 899, il échange l'épouse de Smbat contre son fils Achot. Peu après, il contraint le prince de Vaspourakan Achot-Sargis Arçrouni à reconnaître sa suzeraineté, puis envahit le Vaspourakan en 900. Se préparant à nouveau à attaquer Smbat, il meurt lors d'une épidémie en 901. Son fils Devdad lui succède. 